# Charax condei
Charax condei es una especie de peces de la familia Characidae en el orden de los Characiformes.

## Morfología
Los machos pueden llegar alcanzar los 5,4 cm de longitud total.

## Alimentación
Come peces pequeños.

## Hábitat
Vive en zonas de clima tropical entre 23 °C - 25 °C de temperatura.

## Distribución geográfica
Se encuentran en Sudamérica:  cuenca del río Negro en Brasil.